# 陳枷彣
陳枷彣（Chan Ka Man，1971年3月6日—），香港空手道運動員。

## 簡歷
陳枷彣原任職文員，直到1993年（22歲）才初次接觸空手道，由1997年成為香港空手道代表隊成員，曾獲得多個國際性賽事獎項，包括東亞運動會、亞洲錦標賽及亞運會。
2002年，首次出戰釜山亞運奪得女子搏擊銀牌，期後以31歲之「高齡」投身全職運動員行列。
2005年，亞洲空手道錦標賽 預賽遇上剛於2004年首奪世界空手道錦標賽金牌的日本選手荒賀知子，陳未有因為對方是新鮮出爐世界冠軍而手軟，雖先落後0:1，但最終以爆冷姿態2:1勝出進入決賽，最後獲取銀牌。這一役曾為亞洲空手道界一時熱話。
2006年10月，香港首次成為亞運會火炬傳送的地點，陳枷彣是23名負責傳送火炬的本地運動員之一（第10棒）。火炬傳送當日，陳負責的一棒火炬突然熄滅，多次未能點燃，她立即與上一棒的黎惠玲交換火炬，「執生」完成任務。其後在2006年多哈亞運她再次奪得銅牌。同年獲頒予民政事務局局長嘉許獎狀.
四年後(2010年)，39歲的陳枷彣第三度出戰廣州亞運，在銅牌戰以3:0擊退年輕19年的中華台北選手，勇奪銅牌.成為香港空手道界唯一一位連續三屆獲得獎牌運動員。因為空手道是該屆香港隊最後獲取的一面獎牌,當時傳媒均以「最年長廣州亞運獎牌得主」來恭賀她.
2011至2016年, 陳在香港教育大學完成教育學士及心理學社會科學碩士學位
2016年，45歲的陳枷彣從港隊退役。加入香港教育大學擔任講師並於香港體育學院兼任空手道港隊教練。。